# Liste der Monuments historiques in Plounéour-Brignogan-Plages
Die Liste der Monuments historiques in Plounéour-Brignogan-Plages führt die Monuments historiques in der französischen Gemeinde Plounéour-Brignogan-Plages auf.

## Liste der Bauwerke

### Brignogan-Plages
| Bezeichnung               | Beschreibung | Standort                              | Kennzeichnung | Schutzstatus | Datum | Bild           |
| ------------------------- | ------------ | ------------------------------------- | ------------- | ------------ | ----- | -------------- |
| Calvaire de Pont ar Groas |              | (Lage)                                | PA00089851    | Inscrit      | 1932  | weitere Bilder |
| Menhir Men-Marz           |              | Rue de Pontusval Rue du Menhir (Lage) | PA00089852    | Classé       | 1889  | weitere Bilder |
| Phare de Pontusval        | Leuchtturm   | (Lage)                                | PA29000070    | Classé       | 2011  | weitere Bilder |

### Plounéour-Trez
| Bezeichnung                                        | Beschreibung | Standort | Kennzeichnung | Schutzstatus | Datum | Bild           |
| -------------------------------------------------- | ------------ | -------- | ------------- | ------------ | ----- | -------------- |
| Kirche St-Pierre mit Calvaire und zwei Beinhäusern |              | (Lage)   | PA00090258    | Inscrit      | 1959  | weitere Bilder |
| Menhir Sud de Pontusval                            |              | (Lage)   | PA00090259    | Classé       | 1889  | weitere Bilder |

## Liste der Objekte
- Monuments historiques (Objekte) in Plounéour-Trez in der Base Palissy des französischen Kultusministerium